# Petra Martínez
Petra Martínez Pérez (Linares; 24 de junio de 1944) es una actriz española que ha desarrollado una intensa carrera en teatro, cine y televisión. En sus inicios, destaca su participación en el grupo de teatro independiente Tábano. En 2022 recibió, junto a su pareja, el actor Juan Margallo, el Premio Nacional de Teatro, y en 2025 en los Premios Max recibieron el Premio de Honor.

## Biografía
Nació en Linares, donde su padre estaba desterrado por haber luchado en el bando republicano durante la guerra civil española y posteriormente apresado en la "Tabacalera" bilbaína. Cuando tenía tres años, la familia se trasladó a la Colonia del Retiro, en Madrid. Con 16 años viajó a Londres, y a su regreso, decidida a ser actriz, ingresó en el Teatro Estudio de Madrid (TEM), donde se inició con el maestro William Layton. Allí conoció a Juan Margallo, su compañero artístico y personal durante el resto de su vida.

### Trayectoria
A pesar de que la primera obra en la que trabajó fue Noche de reyes, dirigida por Layton, descubrió qué era representar una obra en más de tres ocasiones —limitaciones propias del formato de Cámara y Ensayo— con Castañuela 70, del grupo Tábano y Las madres del cordero. Tras ser prohibido por la censura, Tábano tuvo que salir a la emigración, por lo que recorrió buena parte de Europa y América en la década de 1970. Además de participar en algunos de los festivales de teatro internacionales más importantes, como Nancy (Francia) y Manizales en Colombia, actuaron en fábricas, centros culturales y espacios sociales gestionados por exiliados. Al volver a España montaron El retablo del flautista, de Jordi Teixidor, pero, al ser prohibida por la censura previa, volvieron a girar por países como Francia y Alemania.
Tras el montaje de Los últimos años de soledad de Robinsón Crusoe y disuelto el sector histórico de Tábano, participó en colectivos teatrales como El Palo, El Búho y El Gayo Vallecano; con este último hizo Ejercicio para equilibristas, de Luis Matilla y producción del Centro Dramático Nacional.
En 1985 fundó la compañía Uroc Teatro junto a Juan Margallo, quien recibió en 2011 la Medalla de Oro al Mérito en las Bellas Artes. La compañía, que recorrió la península y buena parte de Europa e Iberoamérica, ha estrenado piezas teatrales como: La mujer burbuja (1988), Para-lelos (1991), Reservado el derecho de admisión (1993), o Clasycos (1998). También dirigió Objetos perdidos (2003).
Es madre de dos hijos: Juan, y la actriz y directora teatral Olga Margallo.

### Cine y televisión
Entre algunos de los títulos más destacados de su filmografía están La mala educación (2004), La noche de los girasoles (2006) y La soledad (2008), de Jaime Rosales, premiado en la XXII edición de los Goya.
Sus trabajos en televisión incluyen: Teatro de siempre (1966), Cuentopos (1975), Estudio 1 (1976), Barrio Sésamo (1979-1980), Brigada Central (1989), Ana y los 7 (2002), Herederos (2007-2009), junto a Concha Velasco y Álvaro de Luna, La que se avecina (2014-actualidad) y Sé quién eres (2017)

## Filmografía parcial
| Año  | Película                      | Director                   | Papel                          |
| ---- | ----------------------------- | -------------------------- | ------------------------------ |
| 2020 | La vida era eso               | David Martín de los Santos | María                          |
| 2018 | Petra                         | Jaime Rosales              | Julia                          |
| 2015 | Las ovejas no pierden el tren | Álvaro Fernández Armero    | Isabel                         |
| 2015 | Palmeras en la nieve          | Fernando González Molina   | Julia mayor                    |
| 2011 | Mientras duermes              | Jaume Balagueró            | Miss Verónica                  |
| 2011 | Libre directo                 | Fernando Trullols          | Adela                          |
| 2011 | El barco pirata               | Fernando Trullols          | Abuela                         |
| 2010 | Que se mueran los feos        | Nacho G. Velilla           | Nieves                         |
| 2010 | Zumo de limón (c)             | Jorge Muriel Miguel Romero | La Tomasa                      |
| 2009 | Nacidas para sufrir           | Miguel Albaladejo          | Flora                          |
| 2007 | La soledad                    | Jaime Rosales              | Antonia                        |
| 2006 | La noche de los girasoles     | Jorge Sánchez-Cabezudo     | Marta                          |
| 2006 | Locos por el sexo             | Javier Rebollo             | Victoria                       |
| 2004 | La mala educación             | Pedro Almodóvar            | Madre                          |
| 2004 | Escuela de seducción          | Javier Balaguer            | Blasa                          |
| 2003 | Noviembre                     | Achero Mañas               | Madre de Alfredo               |
| 2001 | Sólo mía                      | Javier Balaguer            | Señora que trae paquete        |
| 2001 | Gente pez                     | Jorge Iglesias             | Señora en parque               |
| 2001 | Salvajes                      | Carlos Molinero            | Conchita                       |
| 2000 | El invierno de las anjanas    | Pedro Telechea             | Justa                          |
| 1999 | Nadie conoce a nadie          | Mateo Gil                  | Encargada de Archivo de Indias |
| 1998 | Allanamiento de morada (c)    | Mateo Gil                  | Rosa                           |
| 1995 | Entre rojas                   | Azucena Rodríguez          | Izaskun                        |
| 1976 | Colorín colorado              | José Luis García Sánchez   | Enfermera                      |

## Televisión

### Series de televisión
| Año           | Serie                               | Canal                   | Personaje                       | Notas         |
| ------------- | ----------------------------------- | ----------------------- | ------------------------------- | ------------- |
| 1974-1976     | Cuentopos                           | La 1                    | Mimos                           | 21 episodios  |
| 1979-1980     | Barrio Sésamo                       | La 1                    | Ángela                          | 3 episodios   |
| 1989          | Brigada Central                     | La 1                    | Asunción                        | 1 episodio    |
| 1999          | Condenadas a entenderse             | Antena 3                | Fina                            | 10 episodios  |
| 2001          | Periodistas                         | FDF                     | Suegro del Bígamo               | 1 episodio    |
| 2002          | Policías, en el corazón de la calle | Antena 3                |                                 | 2 episodios   |
| 2002          | Ana y los siete                     | La 1                    | María                           | 1 episodio    |
| 2002          | Hospital Central                    | Telecinco               | Quack Doctor                    | 1 episodio    |
| 2003          | Código fuego                        | Antena 3                | Sagrario                        | 2 episodios   |
| 2007          | Los Serrano                         | Telecinco               | Fernanda                        | 1 episodio    |
| 2007-2009     | Herederos                           | La 1                    | Teresa Galán                    | 32 episodios  |
| 2009          | La Señora                           | La 1                    | Cándida                         | 2 episodios   |
| 2009-2010     | Amar en tiempos revueltos           | La 1                    | Adela Giner                     | 186 episodios |
| 2010          | La princesa de Éboli                | Antena 3                | Bernardina                      | 2 episodios   |
| 2010          | C.L.A. No somos ángeles             | Antena 3                |                                 | 1 episodio    |
| 2010          | Todas las mujeres                   | TNT                     | Amparo                          | 1 episodio    |
| 2011          | Los misterios de Laura              | La 1                    | Margarita Sandi                 | 2 episodios   |
| 2012          | Toledo, cruce de destinos           | Antena 3                | Elvira                          | 13 episodios  |
| 2012          | Carmina                             | Telecinco               | Elena Linza                     | 2 episodios   |
| 2013          | Gran Reserva: El origen             | La 1                    | Renata Ramos                    | 82 episodios  |
| 2013-2014     | Vive cantando                       | Antena 3                | Mila                            | 2 episodios   |
| 2014-presente | La que se avecina                   | Telecinco / Prime Video | Josefa “Fina” Palomares Pizarro | ¿? episodios  |
| 2017          | Sé quién eres                       | Telecinco               | Madre de Ezequiel               | 1 episodio    |
| 2017          | La princesa Paca                    | La 1                    | Francisca                       | TV-Movie      |
| 2018          | Apaches                             | Antena 3                | Rosa                            | 2 episodios   |
| 2020          | Diarios de la cuarentena            | La 1                    | Petra                           | 8 episodios   |
| 2022          | Historias para no dormir            | Prime Video             | Ana                             | 1 episodio    |
| 2022          | Machos alfa                         | Netflix                 | Madre de Pedro                  | 1 episodio    |
| 2025          | Perdiendo el juicio                 | Atresplayer / Antena 3  | Susana                          | 1 episodio    |

### Programas de televisión
| Año  | Serie  | Canal     | Notas        |
| ---- | ------ | --------- | ------------ |
| 2021 | Ver-Mú | Movistar+ | Colaboradora |

## Teatro
- La señorita doña Margarita (2021)
- ¡Chimpón! Panfleto post mórtem (2015)
- La madre pasota (reposición de 2004) y Cosas nuestras de nosotros mismos (2012)
- Crazy love (2011)
- La señora Doña Margarita (2010; reposición de 1996)
- Ados@dos (2008)
- La madre pasota y La mujer sola (2005)
- Pareja abierta (2001)
- Androcles y el león Festival de Mérida (1999)
- Clasycos (1998)
- La señora Doña Margarita (1996)
- Castañuela 90 (1996)
- Cantos para el final del milenio (1993)
- Para-lelos 92 (1989)
- La mujer burbuja (1987)
- Una mujer en la ventana (1985)
- El preceptor (1984)
- Perdona a tu pueblo Señor (1982)
- Ligazón (1981)
- Ahora no es de Leil (1979)
- La sangre y la ceniza (1976)
- Woyzeck (1975)
- Robinson Crusoe (1974)
- El retablillo de Don Cristóbal (1972)
- El retablo del flautista (1971)
- Castañuela 70 (1970)
- Noche de reyes (1967)[5]

## Premios
Premios Goya
| Año  | Categoría                                  | Película        | Resultado |
| ---- | ------------------------------------------ | --------------- | --------- |
| 2021 | Mejor interpretación femenina protagonista | La vida era eso | Nominada  |

Premios de la Unión de Actores
| Año  | Categoría                             | Película/Serie    | Resultado |
| ---- | ------------------------------------- | ----------------- | --------- |
| 2008 | Mejor actriz protagonista de cine     | La soledad        | Ganadora  |
| 2008 | Mejor actriz secundaria de televisión | Herederos         | Ganadora  |
| 2012 | Mejor actriz de reparto de cine       | Mientras duermes  | Ganadora  |
| 2018 | Mejor actriz de reparto de televisión | La que se avecina | Ganadora  |
| 2019 | Mejor actriz de reparto de cine       | Petra             | Nominada  |
| 2022 | Mejor actriz protagonista de cine     | La vida era eso   | Ganadora  |

Medallas del Círculo de Escritores Cinematográficos
| Año  | Categoría               | Película            | Resultado |
| ---- | ----------------------- | ------------------- | --------- |
| 2010 | Mejor actriz            | Nacidas para sufrir | Ganadora  |
| 2011 | Mejor actriz secundaria | Mientras duermes    | Nominada  |
| 2013 | Mejor actriz secundaria | Todas las mujeres   | Nominada  |
| 2021 | Mejor actriz            | La vida era eso     | Nominada  |

Premios Feroz
| Año  | Categoría                 | Película          | Resultado |
| ---- | ------------------------- | ----------------- | --------- |
| 2014 | Mejor actriz secundaria   | Todas las mujeres | Nominada  |
| 2022 | Mejor actriz protagonista | La vida era eso   | Ganadora  |

Festival de Málaga
| Año  | Categoría                                                                                              | Película               | Resultado |
| ---- | --- | ---------------------- | --------- |
| 2012 | Sección cortometrajes: Biznaga de plata a la mejor actriz                                              | Libre directo          | Ganadora  |
| 1998 | Mención Especial: "Por su excelente trabajo en conjunto." (ex aequo con Eduardo Noriega y Pepón Nieto) | Allanamiento de morada | Ganadora  |

Festival de Cine Europeo de Sevilla
| Año  | Categoría                | Película        | Resultado |
| ---- | ------------------------ | --------------- | --------- |
| 2020 | Premio a la mejor actriz | La vida era eso | Ganadora  |

Festival de Cine de Alicante
| Año  | Categoría                                                   | Película        | Resultado |
| ---- | ----------------------------------------------------------- | --------------- | --------- |
| 2011 | Premio de la Sección Oficial de Cortometrajes: Mejor actriz | El barco pirata | Ganadora  |

Festival de Cine de Alcalá de Henares
| Año  | Categoría                                         | Película               | Resultado |
| ---- | ------------------------------------------------- | ---------------------- | --------- |
| 1998 | Premio Caja Madrid: Mejor interpretación femenina | Allanamiento de morada | Ganadora  |

Festival de Cortos Villamayor de Cine
| Ano  | Categoría    | Película      | Resultado |
| ---- | ------------ | ------------- | --------- |
| 2012 | Mejor actriz | Libre directo | Ganadora  |

Festival de Cine de Astorga
| Ano  | Categoría    | Película      | Resultado |
| ---- | ------------ | ------------- | --------- |
| 2012 | Mejor actriz | Libre directo | Ganadora  |

Festival Internacional de Cortometrajes "Pilas en Corto" (Picor 4)
| Ano  | Categoría    | Película      | Resultado |
| ---- | ------------ | ------------- | --------- |
| 2012 | Mejor actriz | Libre directo | Ganadora  |

### Otros premios
- Premio María Guerrero 2006 del Ayuntamiento de Madrid por la obra La mujer sola.
- En 2011 el grupo Uroc Teatro recibió la Medalla de Oro al Mérito en las Bellas Artes,[11]
- En 2012 estuvo nominada al Premio Luna de Islantilla a la mejor actriz en el Festival Internacional de Cine Bajo la Luna Islantilla Cinefórum por la película Libre directo.[12]
- El 18 de marzo de 2017 Petra Martínez recibió el Premio de San Pancracio de Honor del Festival Solidario de Cine Español de Cáceres[13][14] junto a los actores Roberto Álamo, Laia Marull, Carlos Santos, Ana Castillo, los directores Koldo Serra y Salvador Calvo y el director artístico y escenógrafo Marcelo Pacheco.[15]
- En 2017 recibe el Premio Jiennenses de Cultura en su edición de 2016 otorgado por Diario Jaén.[16]
- En mayo de 2018 la Asociación Amigos del Teatro concedió el Primer Premio BITA 2018 a la actriz Petra Martínez y al actor Juan Margallo, pareja del Grupo UROC TEATRO de Madrid, por su dedicación al teatro en toda su carrera artística.[17] En 2022, Martínez fue reconocida con el Premio Nacional de Teatro junto a su pareja Juan Margallo.[18]
- En 2019 recibe el premio honorífico a la trayectoria del Festival de Cine Independiente de Linares.[19]
- En 2022 recibe el Premio Nacional de Teatro, junto a su pareja, Juan Francisco Margallo Rivera por “por la coherencia en la trayectoria mantenida sobre los escenarios, y por su compromiso con el arte y la sociedad a través de sus creaciones”. Lo recogió en octubre de 2024.[20][21]
- En 2024 recibió el reconocimiento a toda una trayectoria con el Premio Miguel Picazo.[22]
- En 2025 recibió en los Premios Max, el premio de Honor junto a Juan Margallo.[23]